# Verein für Leibesübungen Wolfsburg 2000-2001
Questa voce raccoglie le informazioni riguardanti il Verein für Leibesübungen Wolfsburg nelle competizioni ufficiali della stagione 2000-2001.

## Stagione
Nella stagione 2000-2001 il Wolfsburg, allenato da Wolfgang Wolf, concluse il campionato di Bundesliga al 9º posto. In Coppa di Germania il Wolfsburg fu eliminato agli ottavi di finale dallo Duisburg. In Coppa Intertoto il Wolfsburg fu eliminato ai Quarto turno dallo Auxerre.

## Rosa
| N. |                      | Ruolo | Calciatore        |
| -- | -------------------- | ----- | ----------------- |
| 1  | Germania (bandiera)  | P     | Claus Reitmaier   |
| 3  | Germania (bandiera)  | C     | Frank Greiner     |
| 4  | Germania (bandiera)  | D     | Thomas Hengen     |
| 5  | Nigeria (bandiera)   | D     | Emeka Ifejiagwa   |
| 6  | Danimarca (bandiera) | D     | Claus Thomsen     |
| 7  | Germania (bandiera)  | C     | Patrick Weiser    |
| 8  | Germania (bandiera)  | C     | Martin Wagner     |
| 9  | Polonia (bandiera)   | A     | Andrzej Juskowiak |
| 10 | Polonia (bandiera)   | C     | Krzysztof Nowak   |
| 11 | Croazia (bandiera)   | A     | Tomislav Marić    |
| 12 | Polonia (bandiera)   | D     | Waldemar Kryger   |
| 13 | Croazia (bandiera)   | D     | Marino Biliškov   |
| 14 | Romania (bandiera)   | C     | Dorinel Munteanu  |
| 15 | Germania (bandiera)  | C     | Andreas Voss      |
| 17 | Germania (bandiera)  | A     | Jürgen Rische     |

| N. |                           | Ruolo | Calciatore         |
| -- | ------------------------- | ----- | ------------------ |
| 18 | Austria (bandiera)        | C     | Dietmar Kühbauer   |
| 19 | Nigeria (bandiera)        | A     | Jonathan Akpoborie |
| 20 | Germania (bandiera)       | A     | Markus Feldhoff    |
| 22 | Germania (bandiera)       | P     | Holger Hiemann     |
| 23 | Germania (bandiera)       | C     | Sven Müller        |
| 24 | Ghana (bandiera)          | C     | Charles Akonnor    |
| 25 | Germania (bandiera)       | D     | Stefan Schnoor     |
| 26 | Germania (bandiera)       | C     | Zoltán Sebescen    |
| 27 | Germania (bandiera)       | C     | Simon Fahner       |
| 28 | Germania (bandiera)       | C     | Benjamin Siegert   |
| 29 | Germania (bandiera)       | A     | Mike Busch         |
| 30 | Costa d'Avorio (bandiera) | P     | Stephan Loboué     |
| 31 | Australia (bandiera)      | A     | Joshua Kennedy     |
| 33 | Germania (bandiera)       | D     | Marcel Maltritz    |
| 38 | Germania (bandiera)       | D     | Stefan Lorenz      |

## Organigramma societario
Area tecnica
- Allenatore: Wolfgang Wolf
- Allenatore in seconda: Alfons Higl
- Preparatore dei portieri: Jörg Hoßbach
- Preparatori atletici: Manfred Kroß

## Calciomercato

### Sessione estiva
| Acquisti | Acquisti         | Acquisti             | Acquisti |
| R.       | Nome             | da                   | Modalità |
| -------- | ---------------- | -------------------- | -------- |
| D        | Stefan Schnoor   | Derby County         |          |
| A        | Mike Busch       | Hannover 96          |          |
| C        | Simon Fahner     | Bayer Leverkusen II  |          |
| A        | Joshua Kennedy   | Carlton              |          |
| C        | Dietmar Kühbauer | Real Sociedad        |          |
| D        | Stefan Lorenz    | Wolfsburg (juniores) |          |
| A        | Tomislav Marić   | Kickers Stoccarda    |          |
| C        | Sven Müller      | Augusta              |          |
| C        | Andreas Voss     | Duisburg             |          |
| C        | Martin Wagner    | Kaiserslautern       |          |

| Cessioni | Cessioni           | Cessioni          | Cessioni |
| R.       | Nome               | a                 | Modalità |
| -------- | ------------------ | ----------------- | -------- |
| D        | Brian O'Neil       | Derby County      |          |
| D        | Holger Ballwanz    | Hannover 96       |          |
| A        | Jéan-Kasongo Banza | Duisburg          |          |
| C        | Nico Däbritz       | Hannover 96       |          |
| C        | Detlev Dammeier    | Arminia Bielefeld |          |
| P        | Guido Koltermann   | Unterhaching      |          |
| A        | Vitus Nagorny      | Karlsruhe         |          |
| D        | Jan Schanda        | Fortuna Colonia   |          |
| C        | Gerald Schröder    | Verl              |          |
| A        | Christian Wück     | Arminia Bielefeld |          |

### Sessione invernale
| Acquisti | Acquisti        | Acquisti | Acquisti |
| R.       | Nome            | da       | Modalità |
| -------- | --------------- | -------- | -------- |
| D        | Emeka Ifejiagwa | Osasuna  |          |

| Cessioni | Cessioni | Cessioni | Cessioni |
| R.       | Nome     | a        | Modalità |
| -------- | -------- | -------- | -------- |

## Risultati

### Bundesliga

#### Girone di andata
| Arbitro: | Steinborn |

|                         |           |  |
| Kirsten 14’, 24’ (rig.) | Marcatori |  |

| Arbitro: | Sippel |

|                                    |           |  |
| Juskowiak 35’, 69’, 82’ Rische 54’ | Marcatori |  |

| Arbitro: | Wagner |

|                                        |           |             |
| Scholl 19’ (rig.) Jancker 36’ Fink 87’ | Marcatori | 59’ Akonnor |

| Arbitro: | Albrecht |

|                              |           |          |
| Akonnor 33’ (rig.) Nowak 58’ | Marcatori | 88’ Daei |

| Arbitro: | Fröhlich |

|                                  |           |            |
| Marić 18’ (rig.) Fahrenhorst 48’ | Marcatori | 82’ Rische |

| Arbitro: | Berg |

|                                    |           |                                                 |
| Rische 11’ Akpoborie 17’, 74’, 90’ | Marcatori | 44’ Mahdavikia 50’ Fukal 64’ Cardoso 82’ Präger |

| Arbitro: | Merk |

|                            |           |                                |
| Akpoborie 30’ Munteanu 74’ | Marcatori | 6’ (aut.) Maltritz 75’ Lisztes |

| Arbitro: | Steinborn |

|  |           |                                          |
|  | Marcatori | 39’ Kühbauer 54’ Juskowiak 63’ Akpoborie |

| Arbitro: | Wack |

|                                                                               |           |  |
| Kühbauer 3’ Nowak 18’ Akpoborie 29’ Sebescen 38’ Marić 67’ Akonnor 90’ (rig.) | Marcatori |  |

| Arbitro: | Krug |

|           |           |                      |
| Majak 89’ | Marcatori | 37’ (aut.) Rydlewicz |

| Arbitro: | Stark |

|              |           |          |
| Kühbauer 60’ | Marcatori | 38’ Vata |

| Arbitro: | Fandel |

|                      |           |                        |
| Agostino 33’ Max 37’ | Marcatori | 1’ Juskowiak 88’ Marić |

| Arbitro: | Keßler |

|           |           |          |
| Marić 64’ | Marcatori | 40’ Bode |

| Arbitro: | Merk |

|                         |           |               |
| Reina 27’ Evanílson 29’ | Marcatori | 32’ Akpoborie |

| Arbitro: | Aust |

|                         |           |  |
| Thomsen 55’ Akonnor 89’ | Marcatori |  |

| Arbitro: | Gagelmann |

|              |           |                         |
| Gebhardt 13’ | Marcatori | 52’ Juskowiak 74’ Marić |

| Arbitro: | Albrecht |

|               |           |                    |
| Juskowiak 66’ | Marcatori | 31’ Kehl 59’ Kondé |

#### Girone di ritorno
| Arbitro: | Wagner |

|                      |           |  |
| Müller 55’ Nowak 88’ | Marcatori |  |

| Kaiserslautern 27 gennaio 2001, ore 15:30 CET 19ª giornata | Kaiserslautern | 0 – 0 referto | Wolfsburg | Fritz-Walter-Stadion (36 787 spett.)\| Arbitro: \| Krug \| |
| Arbitro:                                                   | Krug           |               |           |                                                            |

| Arbitro: | Fröhlich |

|               |           |                           |
| Juskowiak 27’ | Marcatori | 13’, 60’ Élber 45’ Scholl |

| Arbitro: | Jansen |

|                      |           |                                |
| Tretschok 74’ (rig.) | Marcatori | 37’, 50’ Juskowiak 55’ Schnoor |

| Wolfsburg 17 febbraio 2001, ore 15:30 CET 22ª giornata | Wolfsburg | 0 – 0 referto | Bochum | VfL-Stadion am Elsterweg (12 318 spett.)\| Arbitro: \| Berg \| |
| Arbitro:                                               | Berg      |               |        |                                                                |

| Arbitro: | Gagelmann |

|                                        |           |                         |
| Meijer 31’ Barbarez 45’ Mahdavikia 62’ | Marcatori | 10’ Sebescen 72’ Müller |

| Arbitro: | Wagner |

|                 |           |            |
| Adhemar 2’, 61’ | Marcatori | 86’ Rische |

| Arbitro: | Heynemann |

|                                                                               |           |             |
| Kühbauer 11’ Schnoor 39’ Rische 47’ Marić 70’ Munteanu 79’ Akonnor 87’ (rig.) | Marcatori | 18’ Seifert |

| Colonia; 16 marzo 2001, ore 20:15 CET 26ª giornata | Colonia | 0 – 0 referto | Wolfsburg | Müngersdorfer Stadion (27 500 spett.)\| Arbitro: \| Fandel \| |
| Arbitro:                                           | Fandel  |               |           |                                                               |

| Arbitro: | Jansen |

|                   |           |           |
| Kühbauer 14’, 60’ | Marcatori | 66’ Majak |

| Cottbus 6 aprile 2001, ore 20:15 CEST 28ª giornata | Energie Cottbus | 0 – 0 referto | Wolfsburg | Stadion der Freundschaft (15 019 spett.)\| Arbitro: \| Albrecht \| |
| Arbitro:                                           | Albrecht        |               |           |                                                                    |

| Arbitro: | Fröhlich |

|  |           |              |
|  | Marcatori | 31’ Bierofka |

| Arbitro: | Krug |

|                        |           |                                 |
| Ailton 42’ Pizarro 84’ | Marcatori | 29’ Akpoborie 44’, 68’ Sebescen |

| Arbitro: | Fandel |

|               |           |              |
| Juskowiak 10’ | Marcatori | 22’ Heinrich |

| Arbitro: | Fleischer |

|                     |           |               |
| Sand 31’ Mpenza 34’ | Marcatori | 89’ Juskowiak |

| Arbitro: | Krug |

|                                              |           |  |
| Munteanu 12’ Greiner 16’ Kühbauer 31’ (rig.) | Marcatori |  |

| Arbitro: | Berg |

|                                                       |           |           |
| Ramdane 4’ K'obiashvili 36’ (rig.) Coulibaly 51’, 54’ | Marcatori | 90’ Marić |

### Coppa di Germania
| Arbitro: | Jansen |

|  |           |              |
|  | Marcatori | 64’ Sebescen |

| Arbitro: | Fleischer |

|                                   |           |              |
| Akpoborie 9’ O'Neil 30’ Nowak 83’ | Marcatori | 20’ Beinlich |

| Arbitro: | Sippel |

|                                     |                      |                                          |
| Akonnor 120’                        | Marcatori            | 116’ Milovanovic                         |
| Marić Rische Akonnor Weiser Thomsen | Tiri di rigore 3 – 4 | Kovačević Wedau Seidel Drsek Milovanovic |

### Coppa Intertoto
| Sedan 15 luglio 2000, ore 20:30 CEST Terzo turno | Sedan | 0 – 0 referto | Wolfsburg | Louis-Dugauguez (7 500 spett.)\| Arbitro: \| Young \| |
| Arbitro:                                         | Young |               |           |                                                       |

| Arbitro: | Skjervold |

|                                |           |             |
| Akonnor 33’ Adjaoud 79’ (aut.) | Marcatori | 56’ N'Diefi |

| Arbitro: | Rodomonti |

|                     |           |            |
| Sebescen 71’ (aut.) | Marcatori | 21’ Rische |

| Arbitro: | Hanacsek |

|           |           |                     |
| Marić 50’ | Marcatori | 26’ Kłos 100’ Cissé |

## Statistiche

### Statistiche di squadra
| Competizione      | Punti | In casa | In casa | In casa | In casa | In casa | In casa | In trasferta | In trasferta | In trasferta | In trasferta | In trasferta | In trasferta | Totale | Totale | Totale | Totale | Totale | Totale | DR  |
| Competizione      | Punti | G       | V       | N       | P       | Gf      | Gs      | G            | V            | N            | P            | Gf           | Gs           | G      | V      | N      | P      | Gf     | Gs     | DR  |
| ----------------- | ----- | ------- | ------- | ------- | ------- | ------- | ------- | ------------ | ------------ | ------------ | ------------ | ------------ | ------------ | ------ | ------ | ------ | ------ | ------ | ------ | --- |
| Bundesliga        | 47    | 17      | 8       | 6       | 3       | 38      | 18      | 17           | 4            | 5            | 8            | 22           | 27           | 34     | 12     | 11     | 11     | 60     | 45     | +15 |
| Coppa di Germania | -     | 2       | 1       | 1       | 0       | 4       | 2       | 1            | 1            | 0            | 0            | 1            | 0            | 3      | 2      | 1      | 0      | 5      | 2      | +3  |
| Coppa Intertoto   | -     | 2       | 1       | 0       | 1       | 3       | 3       | 2            | 0            | 2            | 0            | 1            | 1            | 4      | 1      | 2      | 1      | 4      | 4      | 0   |
| Totale            | 47    | 21      | 10      | 7       | 4       | 45      | 23      | 20           | 5            | 7            | 8            | 24           | 28           | 41     | 15     | 14     | 12     | 69     | 51     | +18 |

### Andamento in campionato
| Giornata  | 1  | 2 | 3  | 4  | 5  | 6  | 7  | 8 | 9 | 10 | 11 | 12 | 13 | 14 | 15 | 16 | 17 | 18 | 19 | 20 | 21 | 22 | 23 | 24 | 25 | 26 | 27 | 28 | 29 | 30 | 31 | 32 | 33 | 34 |
| --------- | -- | - | -- | -- | -- | -- | -- | - | - | -- | -- | -- | -- | -- | -- | -- | -- | -- | -- | -- | -- | -- | -- | -- | -- | -- | -- | -- | -- | -- | -- | -- | -- | -- |
| Luogo     | T  | C | T  | C  | T  | C  | C  | T | C | T  | C  | T  | C  | T  | C  | T  | C  | C  | T  | C  | T  | C  | T  | T  | C  | T  | C  | T  | C  | T  | C  | T  | C  | T  |
| Risultato | P  | V | P  | V  | P  | N  | N  | V | V | N  | N  | N  | N  | P  | V  | V  | P  | V  | N  | P  | V  | N  | P  | P  | V  | N  | V  | N  | P  | V  | N  | P  | V  | P  |
| Posizione | 15 | 7 | 11 | 10 | 11 | 10 | 12 | 8 | 7 | 7  | 7  | 8  | 8  | 9  | 8  | 6  | 8  | 7  | 8  | 9  | 7  | 8  | 9  | 11 | 9  | 9  | 9  | 9  | 10 | 9  | 10 | 10 | 9  | 9  |

Legenda:

Luogo: C = Casa; T = Trasferta. Risultato: V = Vittoria; N = Pareggio; P = Sconfitta.

### Statistiche dei giocatori
| Giocatore    | Bundesliga | Bundesliga | Bundesliga  | Bundesliga | Coppa di Germania | Coppa di Germania | Coppa di Germania | Coppa di Germania | Coppa Intertoto | Coppa Intertoto | Coppa Intertoto | Coppa Intertoto | Totale   | Totale | Totale      | Totale     |
| Giocatore    | Presenze   | Reti       | Ammonizioni | Espulsioni | Presenze          | Reti              | Ammonizioni       | Espulsioni        | Presenze        | Reti            | Ammonizioni     | Espulsioni      | Presenze | Reti   | Ammonizioni | Espulsioni |
| ------------ | ---------- | ---------- | ----------- | ---------- | ----------------- | ----------------- | ----------------- | ----------------- | --------------- | --------------- | --------------- | --------------- | -------- | ------ | ----------- | ---------- |
| C. Akonnor   | 27         | 5          | 8           | 0          | 3                 | 1                 | 0                 | 0                 | 3               | 1               | 0               | 0               | 33       | 7      | 8           | 0          |
| J. Akpoborie | 20         | 8          | 3           | 0          | 2                 | 1                 | 0                 | 1                 | 1               | 0               | 0               | 0               | 23       | 9      | 3           | 1          |
| M. Biliškov  | 20         | 0          | 3           | 1          | 0                 | 0                 | 0                 | 0                 | 2               | 0               | 1               | 0               | 22       | 0      | 4           | 1          |
| M. Busch     | 0          | 0          | 0           | 0          | 0                 | 0                 | 0                 | 0                 | 0               | 0               | 0               | 0               | 0        | 0      | 0           | 0          |
| S. Fahner    | 0          | 0          | 0           | 0          | 0                 | 0                 | 0                 | 0                 | 0               | 0               | 0               | 0               | 0        | 0      | 0           | 0          |
| M. Feldhoff  | 0          | 0          | 0           | 0          | 0                 | 0                 | 0                 | 0                 | 0               | 0               | 0               | 0               | 0        | 0      | 0           | 0          |
| F. Greiner   | 23         | 1          | 7           | 0          | 3                 | 0                 | 0                 | 0                 | 0               | 0               | 0               | 0               | 26       | 1      | 7           | 0          |
| T. Hengen    | 31         | 0          | 2           | 0          | 3                 | 0                 | 0                 | 0                 | 3               | 0               | 2               | 0               | 37       | 0      | 4           | 0          |
| H. Hiemann   | 0          | 0          | 0           | 0          | 0                 | 0                 | 0                 | 0                 | 0               | 0               | 0               | 0               | 0        | 0      | 0           | 0          |
| E. Ifejiagwa | 8          | 0          | 2           | 0          | 0                 | 0                 | 0                 | 0                 | 0               | 0               | 0               | 0               | 8        | 0      | 2           | 0          |
| A. Juskowiak | 30         | 12         | 4           | 0          | 3                 | 0                 | 0                 | 0                 | 4               | 0               | 0               | 0               | 37       | 12     | 4           | 0          |
| J. Kennedy   | 1          | 0          | 0           | 0          | 0                 | 0                 | 0                 | 0                 | 0               | 0               | 0               | 0               | 1        | 0      | 0           | 0          |
| W. Kryger    | 25         | 0          | 4           | 0          | 3                 | 0                 | 0                 | 0                 | 3               | 0               | 0               | 0               | 31       | 0      | 4           | 0          |
| D. Kühbauer  | 28         | 7          | 10          | 0          | 2                 | 0                 | 1                 | 0                 | 3               | 0               | 0               | 0               | 33       | 7      | 11          | 0          |
| S. Loboué    | 0          | 0          | 0           | 0          | 0                 | 0                 | 0                 | 0                 | 0               | 0               | 0               | 0               | 0        | 0      | 0           | 0          |
| S. Lorenz    | 0          | 0          | 0           | 0          | 0                 | 0                 | 0                 | 0                 | 0               | 0               | 0               | 0               | 0        | 0      | 0           | 0          |
| M. Maltritz  | 11         | 0          | 0           | 0          | 2                 | 0                 | 1                 | 0                 | 2               | 0               | 1               | 0               | 15       | 0      | 2           | 0          |
| T. Marić     | 30         | 6          | 2           | 0          | 3                 | 0                 | 1                 | 0                 | 4               | 1               | 0               | 0               | 37       | 7      | 3           | 0          |
| D. Munteanu  | 24         | 3          | 1           | 0          | 2                 | 0                 | 0                 | 0                 | 2               | 0               | 0               | 0               | 28       | 3      | 1           | 0          |
| S. Müller    | 16         | 2          | 3           | 0          | 0                 | 0                 | 0                 | 0                 | 2               | 0               | 0               | 0               | 18       | 2      | 3           | 0          |
| K. Nowak     | 20         | 3          | 4           | 0          | 2                 | 1                 | 0                 | 0                 | 3               | 0               | 0               | 0               | 25       | 4      | 4           | 0          |
| B. O'Neil    | 8          | 0          | 2           | 0          | 2                 | 1                 | 0                 | 0                 | 4               | 0               | 0               | 0               | 14       | 1      | 2           | 0          |
| C. Reitmaier | 34         | 0          | 1           | 0          | 3                 | 0                 | 0                 | 0                 | 4               | 0               | 0               | 0               | 41       | 0      | 1           | 0          |
| J. Rische    | 29         | 5          | 1           | 0          | 3                 | 0                 | 0                 | 0                 | 3               | 1               | 0               | 0               | 35       | 6      | 1           | 0          |
| S. Schnoor   | 17         | 2          | 2           | 0          | 0                 | 0                 | 0                 | 0                 | 0               | 0               | 0               | 0               | 17       | 2      | 2           | 0          |
| Z. Sebescen  | 23         | 4          | 7           | 0          | 1                 | 1                 | 1                 | 0                 | 3               | 0               | 1               | 0               | 27       | 5      | 9           | 0          |
| B. Siegert   | 1          | 0          | 0           | 0          | 0                 | 0                 | 0                 | 0                 | 0               | 0               | 0               | 0               | 1        | 0      | 0           | 0          |
| C. Thomsen   | 4          | 1          | 0           | 0          | 2                 | 0                 | 0                 | 0                 | 4               | 0               | 1               | 0               | 10       | 1      | 1           | 0          |
| A. Voss      | 9          | 0          | 2           | 0          | 1                 | 0                 | 0                 | 0                 | 0               | 0               | 0               | 0               | 10       | 0      | 2           | 0          |
| M. Wagner    | 2          | 0          | 0           | 0          | 0                 | 0                 | 0                 | 0                 | 2               | 0               | 0               | 0               | 4        | 0      | 0           | 0          |
| P. Weiser    | 32         | 0          | 4           | 0          | 2                 | 0                 | 0                 | 0                 | 4               | 0               | 0               | 0               | 38       | 0      | 4           | 0          |